# Júlia Bergmann
Júlia Isabelle Bergmann (Monaco di Baviera, 21 febbraio 2001) è una pallavolista brasiliana con cittadinanza tedesca, schiacciatrice del Türk Hava Yolları.

## Biografia
Nasce a Monaco di Baviera da padre tedesco e madre brasiliana, entrambi ex pallavolisti, trasferendosi in Brasile con la famiglia nel 2011; è la sorella maggiore del pallavolista Lukas Bergmann.

## Carriera

### Club
Júlia Bergmann muove i primi passi nella pallavolo nel 2013 e due anni dopo partecipa al Campionato Paranaense con l'Avotol. Un anno dopo approda all'ABEL, disputando la Taça Prata 2016, la Superliga Série B 2017 e il Campionato Catarinense 2017. 
Si trasferisce quindi negli Stati Uniti d'America per motivi accademici, prendendo parte alla lega universitaria NCAA Division I con la Georgia Tech: gioca con le Yellow Jackets dal 2019 al 2022 e si aggiudica il National Invitational Volleyball Championship 2019, venendo inserita nel sestetto ideale del torneo, oltre a ricevere qualche riconoscimento individuale.
Nella stagione 2023-24 viene ingaggiata dalle turche del Türk Hava Yolları, in Sultanlar Ligi.

### Nazionale
Fa parte delle selezioni giovanili brasiliane, partecipando con l'under 18 al campionato sudamericano 2016, dove si aggiudica l'oro, e al campionato mondiale 2017; con l'under 20, invece, dopo aver partecipato al campionato mondiale 2017, è di scena al campionato sudamericano 2018, conquistando un altro oro, e poi al campionato mondiale 2019.
Nel 2019 debutta in nazionale maggiore disputando alcuni incontri della fase a gironi della Volleyball Nations League, torneo nel quale si aggiudica l'argento nell'edizione 2022, seguito dall'oro al campionato sudamericano 2023 e dall'argento alla Coppa del Mondo 2023. Nel 2024 mette al collo il bronzo ai Giochi della XXXIII Olimpiade, mentre nel 2025 quella d'argento alla Volleyball Nations League.

## Palmarès

### Club
- NIVC: 1

2019

### Nazionale (competizioni minori)
- Campionato sudamericano under 18 2016
- Campionato sudamericano under 20 2018

### Premi individuali
- 2019 - NIVC: All-Tournament Team
- 2021 - All-America First Team
- 2022 - All-America Second Team